# Cratere Monika
Monika  è un cratere sulla superficie di Venere.